# (1724) Vladimir
(1724) Vladimir ist ein Asteroid des Hauptgürtels, der am 28. Februar 1932 vom belgischen Astronomen Eugène Joseph Delporte in Ukkel entdeckt wurde.
Der Asteroid ist dem Enkel des serbischen Astronomen Milorad B. Protić gewidmet.